# Dabóczi Mihály
Dabóczi Mihály (Marosszentkirály, 1905. március 29. – Budapest, 1980. február 22.) magyar szobrászművész. „Vívók szobrásza ‑ szobrászok vívója”

A Kőrösi Csoma Sándor-szobor Marosvásárhelyen.

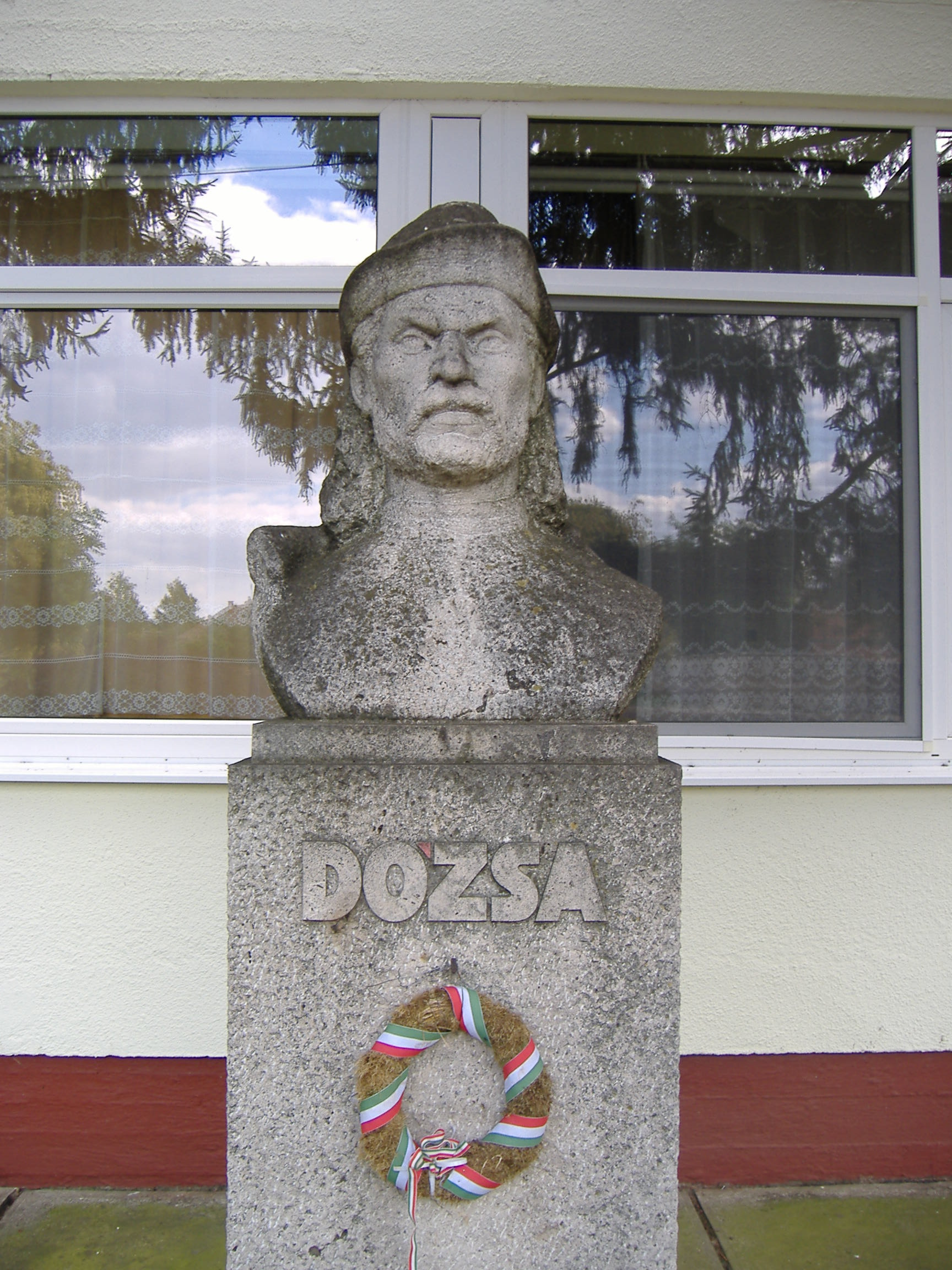
Dózsa György szobra Apátfalván.

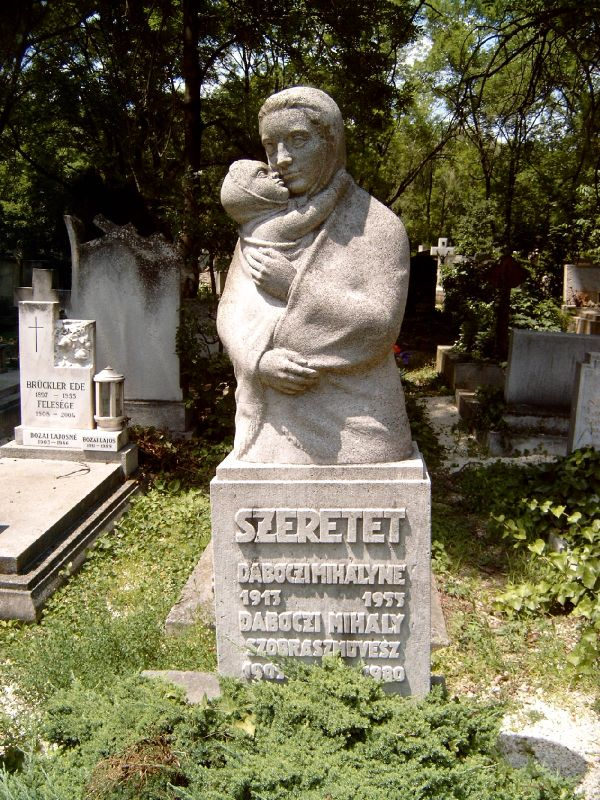
Dabóczi Mihály sírja Budapesten. Farkasréti temető: 28/2-7-16. A szobrász saját alkotása.

## Életpályája
A nyolcgyermekes családban nevelkedő fiú kézügyességét édesapjától, a tanáremberként is mindig fúró-faragó székely ezermestertől örökölte. Érettségi után Marosvásárhelyen, Székely és Réti bútorgyárában vállalt munkát, és itt tanulta ki a fafaragás mesterségét. Képzőművészeti tanulmányait Orbán Antalnál kezdte, ahol magántanuló volt. 1929-ben Budapestre költözött, 1930-ban felvették a Képzőművészeti Főiskolára, ahol Kisfaludi Strobl Zsigmond tanítványa, majd a főiskola 5 évének elvégzése után tanársegédje is lett (1935-1938-ig). 1932-ben – még főiskolásként – szerepelt először kiállításon. 1938-ban két évre állami ösztöndíjjal Rómába került, mely időszak nagy hatással volt művészetére, az akadémikus naturalizmust a Római Iskola stílusára váltotta. Aktjain, portréin, állatfiguráin az 1950-es években a sematizmus, az 1960-as években pedig az absztrakció, sőt a szürrealizmus is érezhető. Egyre inkább Medgyessy Ferenchez közeledett, elsősorban kisplasztikáiban, melynek témáit a paraszti életből merítette. Alkotó korszakának utolsó évtizedében kubista-konstruktivista-figuratív kisplasztikákat, faszobrokat is készített. 1966 után néhány évig együtt dolgozott húgának fiával, Péterfy László szobrásszal a Várkert bazárban lévő műtermében.
Közel 50 felállított köztéri szobra mellett kisplasztikái és érmei is jelentősek. A különböző változatokat is számítva mintegy ötszáz művet – köztük közel száz érmet, illetve plakettet készített. Munkái megtalálhatók köztereken, épületeken, múzeumokban, magángyűjteményekben. Több mint harminc szobrát a Magyar Nemzeti Galéria, számos művét a Testnevelési- és Sportmúzeum őrzi. 1952-től tagja volt a Spirituális Művészek Egyesületének.
Dabóczi Mihály nemcsak művész volt, hanem vérbeli sportember is. 1932-től az ötvenes évek végéig versenyszerűen vívott. A Marosvásárhelyi SE-ben tanulta a vívást; együtt gyakorolt Szabó Lászlóval és Csiszár Lajossal, Santelli Italo későbbi mester-tanítványaival. Maga is Santelli-tanítvány volt. A Maestro mindenkinek adott becenevet, Dabóczi a Michelangelo de Transsylvaniae becenevet kapta, abból eredően, hogy marosszentkirályi születésű volt. A harmincas–negyvenes években volt a BEAC első osztályú tőrözője, párbajtőrözője, de elsősorban kardvívója.

## Kiállításai

### Egyéni kiállítások
- 1939 - Casa d’Arte Bragaglia, Róma
- 1940 - Nemzeti Szalon, Budapest
- 1942 - Ernst Múzeum, Budapest
- 1956 - Gyűjteményes kiállítás Papp Gyulával, Ernst Múzeum
- 1965 - Gyűjteményes kiállítás Kondor Bélával, Ernst Múzeum
- 1975 - Rézdomborítások (Elektroncsőgyár, Kaposvár)
- 1980 - Fényes Adolf terem
- 1980 - Blaskovich Múzeum, Tápiószele
- 2005 - Budapest Galéria Kiállítóháza (emlékkiállítás)

### Válogatott csoportos kiállítások
- 1937 - Magyar Képírók kiállítása, Nemzeti Szalon, Budapest
- 1940 - A gyermek a művészetben, Műcsarnok, Budapest
- 1942 - XXIII. velencei biennále, Velence
- 1943 - Spirituális Művészek Szövetségének kiállítása, Alkotás Művészház, Budapest
- 1950-1965 - Magyar Képzőművészeti kiállítások
- 1954 - Magyar Képzőművészek Grafikai és Kisplasztikai kiállítása, Ernst Múzeum, Budapest
- 1959 - Mezőgazdaság a művészetben, Budapest
- 1960 - Magyar Képzőművészek Grafikai és Kisplasztikai kiállítása, Csók Galéria, Budapest
- 1967 - I. Országos Kisplasztikai Biennálé, Pécs
- 1969 - II. Országos Kisplasztikai Biennálé, Pécs
- 1971 - III. Országos Kisplasztikai Biennálé, Pécs
- 1973 - Éremművészet, Magyar Nemzeti Múzeum, Budapest
- 1974 - Balatoni Tárlat, Balatoni Múzeum, Keszthely
- 1975 - IV. Országos Kisplasztikai Biennálé, Pécs
- 1979 - Faszobrászat, Csontváry Terem, Pécs.

## Díjai, elismerései
- 1936 - Ferenczy István-díj
- 1937-1938 - Kisfaludi ösztöndíj
- 1937 - a Vallás és Közoktatási Minisztérium szobrászati ösztöndíja
- 1938-1939 - római ösztöndíj
- 1941 - Színyei Társaság díja

## Műveiből
- A vívó
- Futó, 1930 körül
- Kabos Endre olimpiai bajnok portréja
- Klell Kálmán fotóművész, vívó, sporttörténész portréja, 1952.[5]
- Szabó László mester portréja
- Kis lovas, 1957.
- Szomorúság (faragott fa, magasság: 32,5 cm jelezve oldalt: Dabóczi)
- Csók (1963, vörösmárvány, 50 cm, magántulajdon). Lásd Prohászka László: Dabóczi Mihály, 2006. kiadvány címlapján
- Szeretet (1955, carrarai márvány, 60 cm, Magyar Nemzeti Galéria)
- Küzdelem – Birkózók (1967, réz, magasság: 25 cm, Debrecen, Déri Múzeum)
- Baglyok (1972-73, bronz, 8 cm magántulajdon
- Öklelő bika, (1977, vörös andezit, 39x53x25 cm, magántulajdon)
- Halak, 1979.
- Maestro, bronz dombormű, 35x35 cm (Sportmúzeumban, másolata Santelli Italo síremlékén), 1979.[6]
- Hirosima (fa), 1980.

### Köztéri műveiből

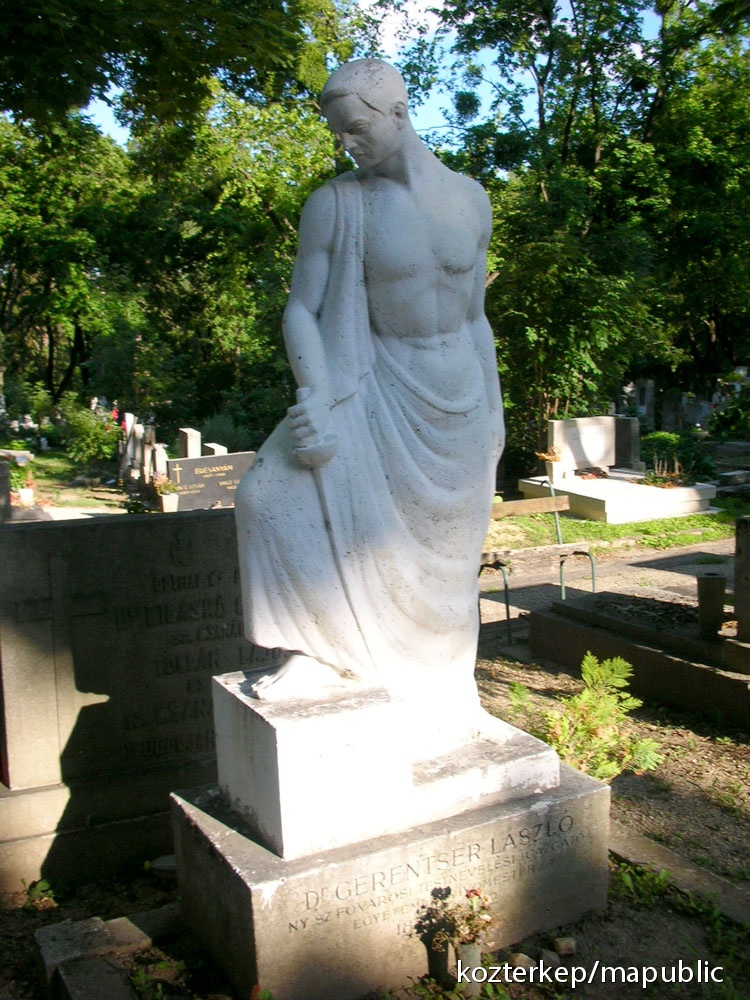
Gerentsér síremléke

- A gályarabságba hurcolt pataki diákok (dombormű, 1936, Sárospatak, Református Gimnázium)
- Bujdosásba induló sárospataki iskola (dombormű, 1938, Sárospatak, Kollégium)
- Szent Borbála (Budapest, 1939, az 1980-as évektől Tápiószentmártonban).
- Kőrösi Csoma Sándor (trachit, kőszobor, 1943, Marosvásárhely. A háború idején megrongálódott szobrot Kulcsár Béla szobrászművész restaurálta, újraleleplezésére 1962-ben került sor, a jelenlegi helyén.)[7]
- Gerentsér László síremléke (1943, Budapest, Farkasréti temető:6/8-1-97/98. (Süttői márványból faragott síremlék, az életnagyságúnál nagyobb párbajtőrőző megtört és meghajló alakja.)[8]
- Győri Iparitanuló Iskola (tervező: Rimanóczy Gyula építész) domborműves díszítményei (1953)
- Évszakok: Tavasz című műkő balkondísz (1955) Kazincbarcika, Egressy út 35. I. emeleti szint
- Évszakok: Nyár című műkő balkondísz (1955). Kazincbarcika, Egressy út 31. I. emeleti szint
- Évszakok: Ősz című műkő balkondísz (1955). Kazincbarcika, Egressy út 29. I. emeleti szint
- Kisfiú hallal (műkő, kútszobor, 1956, Budapest, XIV. ker., Jakab K. u. 2., óvoda)
- Kislány békával (műkő, kútszobor, Budapest, XIV. ker., Jakab K. u. 2., óvoda)
- Gábor Áron (mellszobor, 1956, Diósgyőr-Miskolc)
- Higiénia (1956, Nagykőrös, Kórház park)
- Játszó gyermekek (erkélydombormű, 1956, Kazincbarcika)
- Balkon domborművek a kazincbarcikai Ságvári Endre Gimnázium homlokzatán az iskola főbejárata felett 3 szinten. Madarassy Walterrel (1962)
- Békét követelő, 1974
- Állatok (1956, Budapest, XI. ker. Albertfalvai lakótelep márvány domborművei)
- Anya gyermekkel (kő, 1958, Budapest, XIV. ker., Kerepesi út 78/b.)
- Szeretet (Budapest, Farkasréti temető, 1958. Felesége, majd saját sírja is.
- Árpád-házi Szent Margit (1958, Miskolc-Diósgyőr)
- Kölcsey (1960, Debrecen, Csokonai Színház)
- Archeológia (1960, Debrecen, MTA)
- Tavasz (1961, Budapest, Gellértfürdő)
- Pihenő (kőszobor, 1963, Csongrád)
- Pihenő lány (kőszobor, 1964, Nyírtelek)
- Sebes György (haraszti mészkő, 1964-1965, Szeghalom, Általános Iskola)
- Fekvő nő (haraszti mészkő, 1964-1965, Csongrád, Fürdő télikert)
- Ülő nő (1965, Nyírbéltek, TBC Gyógyintézet)
- Thália (haraszti mészkő, 1965, Martfű, Cipőgyár, Kultúrház)
- Erő (kőszobor, 1967-1968, Budapest, Magyar Nemzeti Galéria)
- Kiss György (1969, Szászvár)
- Ülő nő (márvány, 1967, Salgótarján, Technika Háza előtt)
- Női figura (1972, Nagykőrös)
- Bámészkodó fiú (bronz, 1978, Budapest, IX. ker., Toronyház u. 17/b.)
- Dózsa György (mellszobor, 1980, Apátfalva, Általános Iskola).

### Plakettek, emlékérmek
- Gerentsér Lászlóról készített plakett
- Italo Santelliről mintázott emlékérmek, 1930-as évek
- Elek Ilona, emlékérem

### Művei közgyűjteményekben
- Szent István Király Múzeum, Székesfehérvár
- Janus Pannonius Múzeum, Pécs
- Magyar Nemzeti Galéria, Budapest.